# Johann Ulrich Rümelin

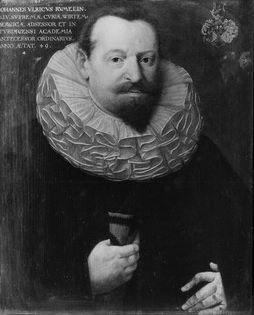
Johann Ulrich Rümelin auf einem Bild in der Tübinger Professorengalerie

Johann Ulrich Rümelin (* 10. August 1582 in Tübingen; † 28. Oktober 1670 in Stuttgart) war ein württembergischer Jurist sowie Professor und Rektor der Universität Tübingen.

## Leben
Johann Ulrich Rümelin wurde am 10. August 1582 als erster Sohn des Hofgerichtsadvokaten und Prokurators Martin Rümelin (* ca. 1552 in Ebingen, † 1597 in Tübingen) und dessen Ehefrau Margarete geb. Epp (* ca. 1549, † 1612 in Tübingen) geboren. Er studierte seit 1596 in Tübingen. Seit 1632 war er Professor der Rechte in Tübingen, Assessor am württembergischen Hofgericht, erster Rechtslehrer der Tübinger Universität. 1637, 1639 und 1642/43 war er Rektor der Universität Tübingen.
Sein 1631 von Conrad Melberger gemaltes Porträt befindet sich in der Tübinger Professorengalerie.